# Tanahbesar
La isla Tanahbesar, también conocida como isla Wokam (en indonesio: Pulau Tanahbesar o Pulau Wokam) es una de las cuatro islas principales del archipiélago de las islas Aru, en el mar de Arafura.
Administrativamente pertenece a la provincia de Molucas, Indonesia. Su superficie es de 1.604 km² y, por extensión, es la 241.ª isla mayor del mundo.
Las otras islas principales del archipiélago son Kobroor, Kola y Maikoor. El estrecho llamado Sisirwatoe River separa la isla de Tanahbesar, por su lado norte, de la isla de Kola y el Manoembai River la separa, por su lado sur, de la isla de Maikoor.